# Chris Boltendahl
Chris Boltendahl (ur. 2 stycznia 1962) – niemiecki wokalista heavymetalowy. Założyciel i członek grupy Grave Digger.

## Dyskografia
Digger
- Stronger Than Ever (1987)

Grave Digger
- Heavy Metal Breakdown (1984)
- Witch Hunter (1985)
- War Games (1986)
- The Reaper (1993)
- Heart of Darkness (1995)
- Tunes of War (1996)
- Knights of the Cross (1998)
- Excalibur (1999)
- The Grave Digger (2001)
- Rheingold (2003)
- The Last Supper (2005)
- Liberty or Death (2007)
- Ballads of a Hangman (2009)
- The Clans Will Rise Again (2010)
- Clash of the Gods (2012)
- Return of the Reaper (2014)
- Exhumation (The Early Years) (2015)
- Healed by Metal (2017)
- The Living Dead (2018)
- Fields of Blood (2020)
- Symbol of Eternity (2022)